# يورغن لنارتسون
يورغن لنارتسون (بالسويدية: Jörgen Lennartsson)‏ هو مدرب كرة قدم ولاعب كرة قدم سويدي في مركز الوسط، ولد في 10 أبريل 1965 في فاكسيو في السويد. لعب مع نادي غوتبورغ.